# خیابان جوانشیر
خیابان جوانشیر بلواری دوطرفه در شهر کرمانشاه است که از میدان جوانشیر آغاز شده و تا چهارراه موید امتداد می‌یابد. خیابان جوانشیر از خیابان‌های اصلی در بافت قدیم کرمانشاه به شمار می‌آید و یکی از پرترددترین خیابان‌ها و اصلی‌ترین مسیرهای حمل و نقل شهر کرمانشاه است. این خیابان به طول ۸۵۰ متر در جهت شمال شرقی-جنوب غربی در منطقه ۲ شهرداری کرمانشاه کشیده‌ شده‌است.

## نامگذاری
نام رسمی این خیابان پیش از انقلاب بهمن ۱۳۵۷ خیابان جوانشیر بود. پس از انقلاب نام خیابان ابتدا به خیابان محمود افشارطوس تغییر پیدا کرد و همچنین بخشی از آن حدفاصل چهارراه افشارطوس (جوانشیر) تا سه‌راه مصوری به نام خیابان مهدیه نامگذاری شد. پس از مدتی نام کل خیابان به خیابان شهید منتظری تغییر یافت. با این حال در تمام این مدت نام جوانشیر در افواه عمومی به کار گرفته می‌شد. گفته می‌شود این نام به تیمسار سرلشکر حسین جوانشیر فرمانده لشکر هفت ارتش در کرمانشاه ارجاع دارد، چرا که احداث خیابان و میدان جوانشیر با همکاری یکان مهندسی لشکر ۷ پیاده به فرماندهی سرلشکر حسین جوانشیر (از ۱۳۳۸ تا ۱۳۴۲) انجام شده‌است و شهرداری کرمانشاه برای قدردانی از وی این خیابان را به نام جوانشیر نامگذاری کرده‌است.

## تاریخچه
خیابان جوانشیر محل سکونت پیروان تسنن در کرمانشاه محسوب می‌شود و مسجد جامع شافعی نیز در این خیابان قرار دارد. چنان‌که گفته می‌شود خیابان جوانشیر در زمان فرماندهی سرلشکر حسین جوانشیر بر تیپ ۱۹ ارتش در کرمانشاه به صورت کنونی ساخته شده‌است.
احداث خیابان جوانشیر تغییرات بزرگی را در ساختار بازار کرمانشاه به دنبال داشت. پیش از این با ساخت خیابان مدرس، بازار کرمانشاه دوتکه شده‌بود و بازار بزازخانه از تاریکه بازار و بازار کلوچه‌پزها جدا شده‌بود. این بار با ساخت خیابان جوانشیر بازار توپخانه از راسته بازار علافخانه جدا شد. همچنین همزمان با رشد زندگی نوین شهری راسته بازار بسیاری از اصناف از جمله مسگری، سفیدگری، سراجی، صندوق‌سازی، گیوه‌کشی، نعل‌سازی، رنگرزی، صرافی و … تخریب شده و این مشاغل به فراموشی سپرده‌شدند. ساخت خیابان جوانشیر همچنین سبب شد تا بازار «گاوکش‌ها» و نیز کاروانسرای «حاجی ناصرخان» تخریب شود.
پل هوایی خیابان جوانشیر در سال ۱۳۴۶ و در زمان شهرداری جهانشاه پالیزبان تکمیل شد.
افتتاح رسمی خیابان جوانشیر در سفر محمدرضا پهلوی و فرح دیبا به کرمانشاه در مهر ۱۳۵۱ صورت گرفت. با این حال به دلیل اینکه خیابان حتی تا آن تاریخ آسفالت نشده‌بود و امکان داشت خودروی حامل شاه در گل و لای خیابان گیر کند، محمدرضا پهلوی در مراسم افتتاح حاضر نشد.

## پل جوانشیر
در خیابان جوانشیر یک پل عابرپیاده وجود دارد که محلۀ جوانشیر را به بخش‌های مختلف بازار کرمانشاه مانند بازارهای علاف‌خانه، طلافروشان، بازار یهودی‌ها و سایر بازارها متصل می‌کند. این پُل ۲۴ متر طول داشته و ارتفاع آن نیز از سطح زمین حدود ۶ متر است. ساخت پُل جوانشیر سال ۱۳۴۶ آغاز و در سال ۱۳۵۱ به بهره برداری رسید. در اردیبهشت ۱۴۰۲ شهردار منطقۀ ۲ کرمانشاه از نماسازی برای این پل و دیوارۀ کنار آن با استفاده از نمادهای معماری اسلامی خبر داد.

## اماکن مهم
- مسجد جامع شافعی
- مسجد رحیم آل آقا
- بازار کرمانشاه
- مسجد شازده دولتشاه
- تیمچه ملا عباسعلی
- گذر چنانی

## ورودی‌ها و برخوردگاه‌ها
خیابان جوانشیر در مسیر خود از منطقه ۲ شهرداری کرمانشاه می‌گذرد. این خیابان به موازات خیابان مدرس در راستای شمال شرق-جنوب غرب قرار دارد و از طریق خیابان چهل‌متری مطهری در محل چهارراه جوانشیر بدان متصل می‌شود.
| از شمال شرقی به جنوب غربی                                | از شمال شرقی به جنوب غربی | از شمال شرقی به جنوب غربی |
| -------------------------------------------------------- | ------------------------- | ------------------------- |
| خیابان کوهساری خیابان تختی (گمرک)                        | میدان جوانشیر             |                           |
| مسجد جامع شافعی                                          |                           |                           |
| مسجد رحیم آل آقا بازار کرمانشاه                          | پل هوایی                  |                           |
| خیابان چهل‌متری مطهری                                     | چهارراه جوانشیر           |                           |
| خیابان حاج محمدتقی اصفهانی                               | سه‌راه پرنده‌فروش‌ها         |                           |
| خیابان معلم غربی خیابان موید خیابان شهید مدنی پارک شیرین | چهارراه موید              |                           |
| از جنوب غربی به شمال شرقی                                |                           |                           |